# Zdoroveț, Iemilciîne
Zdoroveț (în ucraineană Здоровець) este un sat în așezarea urbană Iemilciîne din raionul Iemilciîne, regiunea Jîtomîr, Ucraina.

## Demografie
Componența lingvistică a localității Zdoroveț
     Ucraineană (98,58%)
     Rusă (1,42%)
Conform recensământului din 2001, majoritatea populației localității Zdoroveț era vorbitoare de ucraineană (98,58%), existând în minoritate și vorbitori de rusă (1,42%).